# Oxypilus villiersi
Oxypilus villiersi es una especie de mantis de la familia Hymenopodidae.

## Distribución geográfica
Se encuentra en Benín.